# Riksregalier

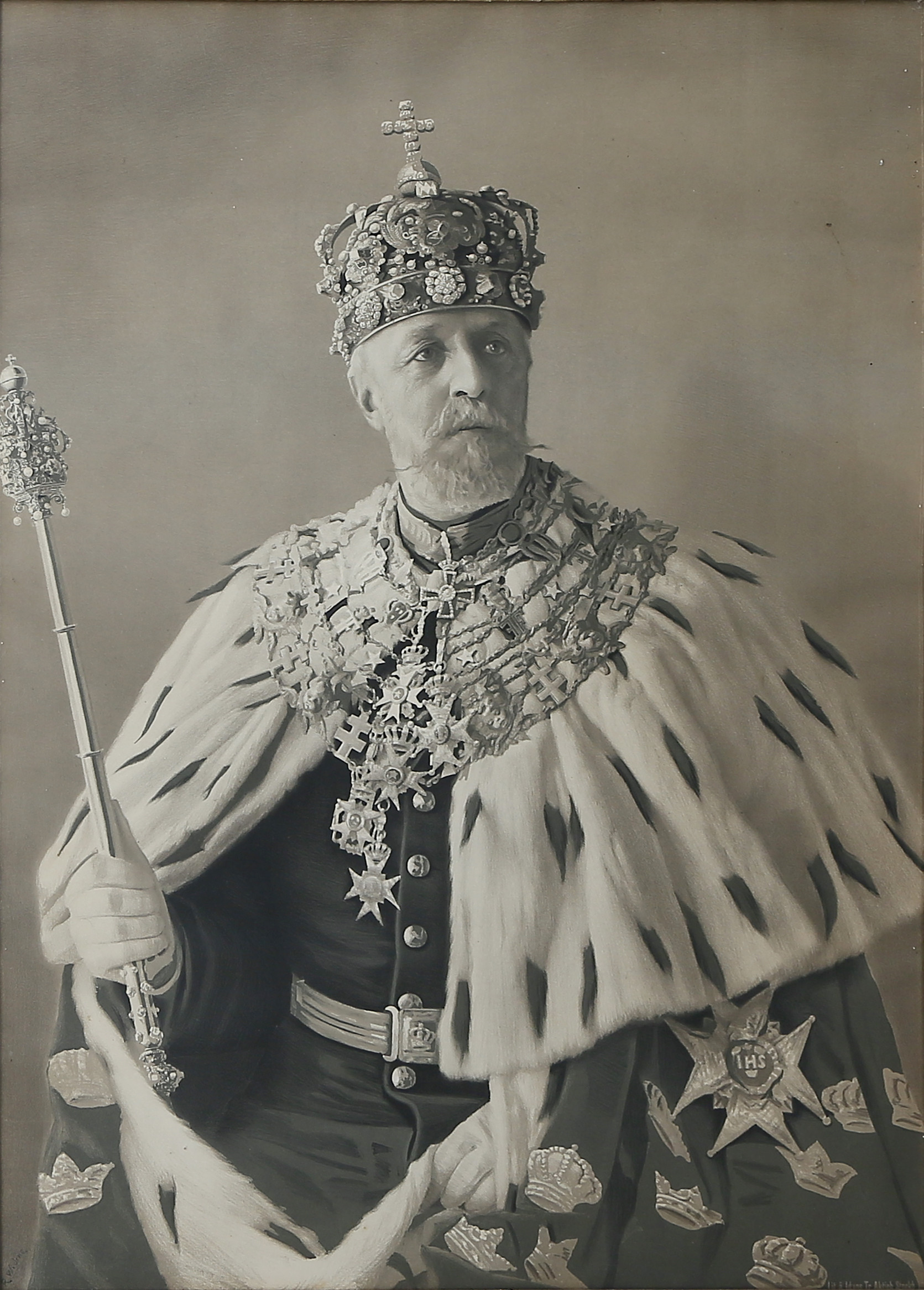
Oscar II, Sveriges och Norges Konung iförd svenska riksregalier.

Riksregalier är regalier i statlig ägo som tecken på kejserlig, kunglig eller furstlig status (regale). De är samlade ceremoniella föremål och används vid kröningar, högtidliga öppningar i parlament och andra sammanhang. 
Riksregalier finns i huvudsak i monarkier. I republiker brukar inte fysiska höghetstecken av detta slag användas för statschefen, även om presidentbandet, ett brett tygband som ofta är i nationalfärgerna och liknar ett ordensband, kan sägas ha en liknande funktion av att märka ut rikets ledare.
Krona, spira, äpple och svärd är de viktigaste symbolerna, i bland annat Sverige också nyckel. 

## Regalier som härskarsymbol
I princip i alla tider har härskare burit yttre tecken på sin värdighet och bruket av regalier har bland annat sitt ursprung i Orienten där de persiska härskarna använde tiara. Liknande symboler har också använts av Egyptens faraoner (hjälmliknande krona), av romerska kejsare (triumfatorskrans), av påvarna (tiara) etc., alla tecken på makt och värdighet. Detta utvecklades så småningom till flera särskilda attribut, för att beteckna olika uppgifter i härskarekallet och dessa brukar sammanfattas med beteckningen regalier. Exempelvis har riksäpplet sitt ursprung hos de romerska kejsarnas glober för att beteckna deras världsherravälde, dessa försågs senare med korsglober vilka de i Romerska riket saknade. Från början var de guldkransar som kallades kronor kungens privata egendom, men senare uppfattades de som statens och rikets egendom, som sinnebilder för dess storhet och välde, där kungen enbart var en förvaltare och bärare av symbolerna.

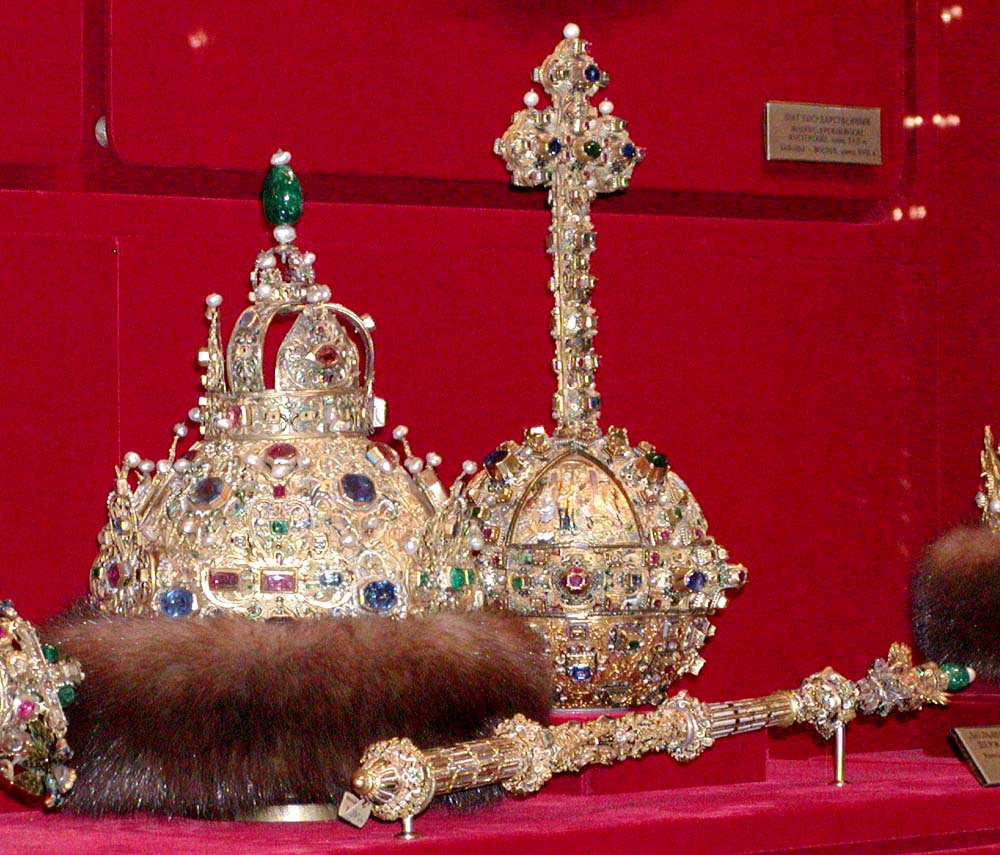
Ryska kejserliga regalier (före Katarina II)
Tysk-romerska rikets regalier